# بوب ميدلتون
بوب ميدلتون (بالإنجليزية: Bob Middleton)‏ هو لاعب بولينغ أسترالي، ولد في 1935.